# پرونتوسیل
پرونتوسیل (به انگلیسی: Prontosil) نوعی داروی ضد باکتری از گروه سولفانومید هاست. اولین بار توسط شیمی دانان المانی به نام  یوزف کلار و فریتزمیتزش سنتز شد.این دارو بطور نسبی اثر گسترده ای در مقابل باکتری گرم-مثبت کوکسی دارد اما نه مقابل انتروباکتریاسیا. این یکی از اولین داروهای ضد میکروبی است که در میانه قرن بیستم کاربرد فراوانی داشت اما امروزه به علت وجود گزینه های بهتر استفاده اش اندک است. کشف و توسعه اولین داروی سولفانومید باب جدیدی را در پزشکی گشود.

## تاریخچه
استرپتوکوک، نام یک باکتری است که گلو و دستگاه تنفسی را مورد حمله قرار می‌دهد. در گذشته بسیاری از مردم به دلیل این بیماری می‌مردند تا این که گرهارد دماک دارویی به نام پرونتوسیل ساخت که قادر به کشتن استرپتوکوک بود و اولین دارو از خانوادهٔ سولفونامید‌ها به شمار می‌رفت.